# Östra Bunnertjärnen
Östra Bunnertjärnen är en sjö i Åre kommun i Jämtland och ingår i Indalsälvens huvudavrinningsområde. Sjön har en area på 0,127 kvadratkilometer och ligger 1 078,2 meter över havet. Östra Bunnertjärnen ligger i Vålådalen Natura 2000-område. Sjön avvattnas av vattendraget Bunnran.

## Delavrinningsområde
Östra Bunnertjärnen ingår i det delavrinningsområde (700667-133564) som SMHI kallar för Utloppet av Östra Bunnertjärnen. Medelhöjden är 1 238 meter över havet och ytan är 2,56 kvadratkilometer. Det finns inga avrinningsområden uppströms utan avrinningsområdet är högsta punkten. Bunnran som avvattnar avrinningsområdet har biflödesordning 3, vilket innebär att vattnet flödar genom totalt 3 vattendrag innan det når havet efter 386 kilometer. Avrinningsområdet består mestadels av kalfjäll (95 procent). Avrinningsområdet har 0,13 kvadratkilometer vattenytor vilket ger det en sjöprocent på 4,9 procent.